# ビィートレイン
ビィートレイン株式会社（英: BEE TRAIN Production Inc.）は、日本の企業。かつてはアニメ制作会社として活動していた。

## 概要
1997年、竜の子プロダクション（後のタツノコプロ）出身の監督・真下耕一と竜の子プロダクション制作を経てProduction I.Gのプロデューサー出身の堀川憲司がProduction I.Gの出資を受けて設立した。「Bee Train」とは英語の慣用句で「お祭り列車」の意味である。2004年、Production I.Gが保有する発行済み株式をビィートレイン本体が取得。Production I.Gの持分法適用会社から外れた。
同社は経理・演出・作画・デジタル撮影・システム管理・編集部門を擁した本社スタジオと、演出・制作・作画・デジタル部門を擁した「吉祥寺スタジオ」にて主な業務を行っていた。2009年から2010年にかけて、子会社として制作・作画を行う「シーステイション株式会社」を東京都国分寺市に、制作・デジタル撮影・ポストプロダクションを行う「デーステイション株式会社」を東京都杉並区に設立（後に武蔵野市吉祥寺南町へ移転）。「C-Station」や「D-Station」の名義でグロス請けやデジタル撮影業務を行った。子会社設立後、ビィートレイン本社は企画・制作・経理を行うグループ統括企業となって武蔵野市吉祥寺本町へ移転した。2012年、C-Stationがビィートレイン株式会社との資本提携を解除し独立した。元請制作作品の多くは真下が監督を務めていた。
現在、法人としては存続しているものの、アニメーション制作事業からは事実上撤退している状態である。

## 作品履歴

### テレビアニメ
| 開始年 | 放送期間         | タイトル                                    | 監督                    | シリーズ構成      | アニメーション プロデューサー       | 原作             | 備考                                   |
| ------ | ---------------- | ------------------------------------------- | ----------------------- | ----------------- | ----------------------------------- | ---------------- | -------------------------------------- |
| 1998年 | 10月 - 1999年3月 | ポポロクロイス物語                          | 真下耕一                | 堀川憲司 真下耕一 | 堀川憲司                            | ゲーム           |                                        |
| 1999年 | 4月 - 10月       | アークザラッド                              | 川崎逸朗                | 面出明美 川崎逸朗 | 出口秀男                            | ゲーム           |                                        |
| 1999年 | 10月 - 2000年3月 | ワイルドアームズ トワイライトヴェノム       | 真下耕一（総） 川崎逸朗 | 松井亜弥 川崎逸朗 | 堀川憲司                            | ゲーム           |                                        |
| 1999年 | 7月 - 2000年6月  | メダロット                                  | 岡村天斎                | 山口亮太          | 堀川憲司                            | ゲーム           |                                        |
| 2001年 | 4月 - 9月        | ノワール                                    | 真下耕一                | 月村了衛          | 江川功爾憲 神林名里                 | オリジナル       |                                        |
| 2001年 | 8月 - 2002年2月  | 砂漠の海賊!キャプテンクッパ                 | 真下耕一                | 真下耕一          | 島村涼                              | 漫画             |                                        |
| 2002年 | 4月 - 9月        | .hack//SIGN                                 | 真下耕一                | 伊藤和典          | 江川功爾憲 丸亮二                   | メディアミックス |                                        |
| 2003年 | 1月 - 3月        | .hack//黄昏の腕輪伝説                       | 真下耕一（総） 澤井幸次 | 西園悟            | 島村涼                              | メディアミックス |                                        |
| 2003年 | 10月 - 12月      | AVENGER                                     | 真下耕一                | きむらひでふみ    | 丸亮二                              | オリジナル       | 制作協力：プロダクション・アイジー     |
| 2004年 | 4月 - 9月        | MADLAX                                      | 真下耕一                | 黒田洋介          | 浜元達哉                            | オリジナル       |                                        |
| 2004年 | 11月 - 2005年2月 | 吟遊黙示録マイネリーベ                      | 真下耕一                | 面出明美          | 江川功爾憲                          | ゲーム           |                                        |
| 2005年 | 4月 - 10月       | ツバサ・クロニクル                          | 真下耕一                | N/A               | N/A                                 | 漫画             |                                        |
| 2006年 | 1月 - 4月        | 吟遊黙示録マイネリーベwieder                | 川面真也                | 面出明美          | N/A                                 | ゲーム           |                                        |
| 2006年 | 4月 - 11月       | ツバサ・クロニクル（第2シリーズ）           | 真下耕一 モリヲカヒロシ | N/A               | N/A                                 | 漫画             |                                        |
| 2006年 | 4月 - 9月        | スパイダーライダーズ 〜オラクルの勇者たち〜 | 真下耕一 石山タカ明     | 黒田洋介          | 有江勇樹                            | オリジナル       |                                        |
| 2006年 | 4月 - 9月        | .hack//Roots                                | 真下耕一                | 川崎美羽          | 清水孝泰                            | メディアミックス |                                        |
| 2007年 | 4月 - 9月        | エル・カザド                                | 真下耕一                | 金巻兼一          | N/A                                 | オリジナル       |                                        |
| 2007年 | 4月 - 10月       | スパイダーライダーズ 〜よみがえる太陽〜     | 真下耕一                | 黒田洋介          | 有江勇樹                            | オリジナル       |                                        |
| 2008年 | 7月 - 12月       | 無限の住人                                  | 真下耕一                | 川崎ヒロユキ      | 村岡秀昭 丸亮二 清水孝泰 田中憲一朗 | 漫画             | アニメーション制作協力：Production I.G |
| 2009年 | 4月 - 9月        | Phantom 〜Requiem for the Phantom〜         | 真下耕一                | 黒田洋介          | 村岡秀昭 丸亮二                     | ゲーム           |                                        |
| 2010年 | 10月 - 12月      | 心霊探偵 八雲                               | 黒川智之                | 川崎ヒロユキ      | 村岡秀昭                            | 小説             | 共同制作：D-Station                    |
| 2011年 | 4月 - 2012年1月  | へうげもの                                  | 真下耕一                | 川崎ヒロユキ      | 来本克弘                            | 漫画             |                                        |

### OVA
| 発売年 | タイトル                               | アニメーション プロデューサー | 原作             |
| ------ | -------------------------------------- | ----------------------------- | ---------------- |
| 2002年 | .hack//Liminality                      | 江川功爾憲                    | メディアミックス |
| 2003年 | .hack//GIFT                            | 丸亮二                        | メディアミックス |
| 2007年 | MURDER PRINCESS                        | 丸亮二 浜元達哉 村岡秀昭      | 漫画             |
| 2007年 | .hack//G.U. Returner                   | N/A                           | メディアミックス |
| 2008年 | バットマン ゴッサムナイト              | N/A                           | 漫画             |
| 2010年 | Halo Legends エピソード4【Homecoming】 | N/A                           | ゲーム           |

### 制作協力
| 年     | タイトル                                             | 名義                  | 制作元請           | 備考                         |
| ------ | ---------------------------------------------------- | --------------------- | ------------------ | ---------------------------- |
| 2001年 | 機巧奇傳ヒヲウ戦記                                   | ビィートレイン        | ボンズ             | 各話制作協力                 |
| 2003年 | WOLF'S RAIN                                          | ビィートレイン        | ボンズ             | 各話制作協力                 |
| 2003年 | 鋼の錬金術師                                         | ビィートレイン        | ボンズ             | -2004年、各話制作協力、元請: |
| 2006年 | コードギアス 反逆のルルーシュ                        | ビィートレイン        | サンライズ         | -2007年、各話制作協力        |
| 2007年 | ヒロイック・エイジ                                   | ビィートレイン        | XEBEC              | 各話制作協力                 |
| 2008年 | 紅                                                   | ビィートレイン        | ブレインズ・ベース | 各話制作協力                 |
| 2008年 | とある魔術の禁書目録                                 | C-Station             | J.C.STAFF          | 各話制作協力                 |
| 2009年 | とある科学の超電磁砲                                 | C-Station             | J.C.STAFF          | -2010年、各話制作協力        |
| 2010年 | バカとテストと召喚獣                                 | D-Station             | SILVER LINK.       | 各話制作協力                 |
| 2010年 | 迷い猫オーバーラン!                                  | D-Station（共同名義） | AIC                | 各話制作協力                 |
| 2010年 | 裏切りは僕の名前を知っている                         | C-Station             | J.C.STAFF          | 各話制作協力                 |
| 2010年 | おとめ妖怪 ざくろ                                    | C-Station             | J.C.STAFF          | 各話制作協力                 |
| 2011年 | C3 -シーキューブ-                                    | C-Station             | SILVER LINK.       | 各話制作協力                 |
| 2012年 | 灼眼のシャナIII-FINAL-                               | C-Station             | J.C.STAFF          | 各話制作協力                 |
| 2012年 | 黄昏乙女×アムネジア                                  | C-Station             | SILVER LINK.       | 各話制作協力                 |
| 2012年 | TARI TARI                                            | C-Station             | P.A.WORKS          | 各話制作協力                 |
| 2012年 | 戦国コレクション                                     | C-Station             | ブレインズ・ベース | 各話制作協力                 |
| 2012年 | ココロコネクト                                       | C-Station             | SILVER LINK.       | 各話制作協力                 |
| 2012年 | さくら荘のペットな彼女                               | C-Station             | J.C.STAFF          | -2013年、各話制作協力        |
| 2012年 | 乙女はお姉さまに恋してる 2人のエルダー THE ANIMATION | C-Station             | SILVER LINK.       | 各話制作協力                 |

## 関連人物

### アニメーター・演出家
- 真下耕一（代表取締役）
- 石山タカ明
- 澤井幸次
- 山下喜光
- 川面真也
- 黒川智之
- 佐々木睦美
- 門智昭（門智明、かどともあき）

- 津幡佳明（つばたよしあき）
- 寺岡賢司
- 大澤聡
- 菊地洋子
- 芝美奈子
- 番由紀子
- 岩岡優子
- なかじまちゅうじ

### 制作
- 堀川憲司（元取締役、現：ピーエーワークス代表取締役）
- 江川功爾憲
- 島村涼
- 丸亮二（現：シーステイション代表取締役）
- 浜元達哉
- 清水孝泰
- 村岡秀昭

## 同社スタッフ・OBが独立・起業した会社
- ピーエーワークス - 取締役を務めた堀川憲司が2000年に設立。
- C-Station - 作画・制作が分社化し2009年に子会社として設立[2]。2012年に資本提携を解除し独立した。
- Nexus - 制作出身の中村浩士がA-1 Picturesを経て、アステリズムを母体として2012年に設立。